# Costa del Xerpell
La Costa del Xerpell és una costa situada a l'oest de la masia de Xerpell de la Costa, al poble de Sant Climenç, municipi de Pinell de Solsonès, comarca del Solsonès.